# Meteos
Meteos est un jeu vidéo de type puzzle, développé par Q Entertainment et édité par Bandai en 2005 sur Nintendo DS.
Ce jeu apparaît au premier abord comme un cousin éloigné de Tetris. Le but est de faire disparaître des blocs colorés (les Meteos) en les alignant. Le joueur doit allier réflexes et précision afin de ne pas se laisser submerger.

## Système de jeu
Contrairement à Tetris, chaque bloc arrive individuellement du haut de l'écran de jeu. Un alignement de trois blocs identiques (ou plus) provoque une mise à feu et fait décoller les Meteos au-dessus ou autour de la mise à feu, entraînant avec eux ceux qui les surplombent. Souvent, la puissance de décollage n'est pas suffisante. Il faut alors aligner les blocs au sein du groupe qui a décollé (mise à feu secondaire) ou bien parmi les blocs sur lesquels ces derniers retombent (double décollage).
Le but du jeu est ainsi de renvoyer les blocs "Meteos" hors du champ de jeu, vers l'espace ou vers les planètes adverses. Si l'une des colonnes dépasse la limite du champ de jeu, elle se met à clignoter et une alarme retentit. Commence alors un compte à rebours, dont la longueur dépend de la planète. Si la situation perdure, une nova (destruction) se produit ce qui entraîne en général le "game over" (annihilation).
L'originalité du jeu est de proposer plusieurs environnements sous forme de planètes avec des gravités différentes. De très faible à très forte, elle influe sur le nombre de blocs que l'on peut faire décoller en même temps et faire disparaître de l'écran.
Le stylet de la Nintendo DS est utilisé pour déplacer les Meteos verticalement et créer les alignements. Les gâchettes droite et gauche permettent d'augmenter pendant un court instant la gravité dans le jeu (gravitron).

## Modes de jeu
Meteos comporte plusieurs modes de jeu :
- Le mode Normal pour l'entraînement : le joueur peut choisir la planète, le temps imparti, le nombre de vies, ou encore la difficulté du jeu.
- Le mode Déluge dans lequel la partie s'arrête quand l'écran est rempli de Meteos.
- Le mode Hyper-espace (histoire) dont le scénario est centré autour de la planète Meteo, une entité qui attaque d'autres planètes en les bombardant de Meteos. Le joueur doit défendre ces planètes en renvoyant les Meteos dans l'espace.
- Le mode Défi chrono dans lequel le joueur doit envoyer 100 ou 1000 Meteos hors de l'écran, ou engranger le maximum de points en 2 ou 5 minutes.
- Le mode Fusion permettant de débloquer des nouvelles planètes, des musiques, des Meteos rares (à réutiliser) et des objets à partir des Meteos éjectés dans les autres modes de jeu.
- Le mode Multijoueur (jusqu'à 4 en Wi-Fi local) dont le but est de remplir l'écran de jeu des adversaires.

## Blocs et planètes
Meteos comprend 12 types de blocs, entrant dans la composition des planètes :
| - Air (blanc) - Feu (rouge) - Eau (bleu) - Sol (marron) - Fer (violet) - Électricité (jaune) | - Végétal (vert) - Zoo (rose) - Lumière (vert pâle) - Obscurité (mauve) - Esprit - Temps |

Les Meteos Esprit et Temps sont des Éléments Rares. Ils n'apparaissent dans le jeu que très sporadiquement, et détruisent intégralement la colonne de Meteos sur laquelle ils tombent. Ils peuvent également être recréés à partir d'autres Meteos dans la Chambre de Fusion.
Il y a en tout 32 planètes différentes, avec chacune des règles différentes, niveau de gravité, composition, musique et graphisme :
NB : Les éléments les plus courants sont en gras
| Planète  | Gravité  | Largeur | Composition           | Planète   | Gravité  | Largeur | Composition                |
| -------- | -------- | ------- | --------------------- | --------- | -------- | ------- | -------------------------- |
| Geolitia | Moyenne  | 9       | Air Feu Eau Sol Zoo   | Neuralis  | Forte    | 9       | Elec Air Fer Vege Obsc     |
| Ignius   | Faible   | 7       | Feu Air Sol Fer Elec  | Vortinia  | Faible   | 11      | Zoo Air Feu Fer Elec Vege  |
| Oleana   | Forte    | 9       | Eau Air Feu Elec Vege | Gigantis  | Faible   | 11      | Air Feu Eau Vege Zoo       |
| Anasaze  | Moyenne  | 9       | Sol Air Feu Fer Zoo   | Forte     | Spéciale | 9       | Sol Air Feu Fer Zoo        |
| Megadom  | Faible   | 9       | Air Fer Elec Sol Vege | Hevendor  | Spéciale | 11      | Air Feu Eau Sol Fer Elec   |
| Smogor   | Moyenne  | 9       | Fer Air Feu Eau Elec  | Pyros     | Spéciale | 10      | Feu Air Sol Fer Elec Obsc  |
| Polaria  | Moyenne  | 7       | Eau Air Sol Fer Elec  | Gravitas  | Spéciale | 10      | Sol Air Fer Elec Zoo       |
| Holozero | Faible   | 8       | Elec Air Feu Eau Fer  | Trinova   | Faible   | 11      | Feu Elec Fer Zoo Lum       |
| Bavoom   | Forte    | 10      | Air Feu Eau Sol Fer   | Luna=Luna | Faible   | 9       | Feu Sol Fer Elec Vege      |
| Florias  | Moyenne  | 10      | Vege Zoo Air Feu Eau  | Stellis   | Faible   | 8       | Zoo Air Eau Sol Vege Lum   |
| Perilia  | Moyenne  | 9       | Vege Air Eau Sol Zoo  | Cavernis  | Moyenne  | 11      | Sol Feu Fer Elec Vege      |
| Magmor   | Forte    | 9       | Feu Air Eau Fer Elec  | Suburbion | Moyenne  | 9       | Fer Elec Vege Zoo Obsc     |
| Mekks    | Moyenne  | 7       | Fer Elec Air Feu Eau  | Globin    | Moyenne  | 10      | Zoo Air Feu Eau Vege Obsc  |
| Aetheria | Moyenne  | 9       | Air Feu Eau Sol Elec  | Arborea   | Moyenne  | 10      | Vege Air Feu Eau Sol       |
| Sferia   | Spéciale | 8       | Eau Air Fer Elec Lum  | Candelor  | Moyenne  | 10      | Feu Eau Fer Elec Lum       |
| Insomnis | Moyenne  | 8       | Air Feu Sol Vege Zoo  | Meteo     | Faible   | 11      | Feu Elec Vege Zoo Lum Obsc |

Les noms des planètes diffèrent selon la zone géographique où le jeu a été vendu : par exemple, la planète nommée Holozero dans la version PAL porte le nom Layazero dans la version NTFS, et Layerzero (レイヤーゼロ Reiyāzero) dans la version japonaise.
Gravités spéciales :
- Sferia : Forts décollages horizontaux, décollages verticaux nuls
- Forte : Forts décollages verticaux, faibles décollages horizontaux
- Hevendor : Décollages instantanés
- Pyros : Forte gravité, forts décollages s'ils sont secondaires
- Gravitas : Décollages secondaires instantanés (eux seuls)

## Objets
Durant une partie, un objet peut apparaître, en tombant de la même manière que les Meteos. Ces objets, le plus souvent destructifs, peuvent permettre de se sortir d'un mauvais pas, ou de mettre très facilement ses adversaires en grande difficulté. Suivant ce qui est paramétré dans les options du jeu, les objets peuvent apparaître souvent, parfois, rarement, ou même jamais. Pour activer un objet (hors Petit Poids et Poids Lourd), il suffit de le toucher ; un compte à rebours de cinq secondes s'affiche, au terme duquel l'effet se déclenche.
Il existe en tout 16 objets, qui peuvent être activés ou désactivés individuellement dans les options :
- La Bombe détruit les Meteos qui l'entourent.
- La Bombe Néant vide intégralement la matrice de jeu.
- La Foreuse détruit un par un les Meteos qui se trouvent en dessous d'elle, puis détruit la plus basse rangée de la matrice.
- La Bombe Horiz détruit tous les Meteos se trouvant dans la même rangée qu'elle.
- La Bombe Croix détruit tous les Meteos se trouvant dans la même rangée et dans la même colonne qu'elle.
- La Bombe X détruit les Meteos selon deux diagonales à 45°.
- La Roquette transforme en fusées les cinq Meteos les plus proches d'elle situés sur la même ligne (ceci provoque le même effet qu'une mise à feu).
- La Roquette Spe transforme en fusées l'ensemble des Meteos situés sur la même ligne qu'elle (il s'agit, sur certaines planètes, du seul moyen pour vider l'écran).
- Le Marteau frappe çà et là, détruisant tous les Meteos qu'il touche.
- La Hache Géante possède le même effet que le Marteau, mais son pouvoir destructeur est plus important.
- Le Fumigène génère un écran de fumée localisé dans son voisinage.
- La Ligne de Feu génère un écran de fumée généralisé sur toute la largeur de la matrice.
- Le Petit Poids, une fois renvoyé à un adversaire, s'abat sur une colonne de Meteos et la détruit.
- Le Poids Lourd, une fois renvoyé à un adversaire, s'abat sur trois colonnes de Meteos contiguës et les détruit.
- Le Cadenas bloque le gravitron pendant 10 secondes dans sa position actuelle (activé ou non).

## Fusion et prix
Lorsqu'un Meteos (hors Meteos brûlés) est renvoyé dans l'espace, il peut être utilisé dans la Chambre de Fusion. Ce menu permet de débloquer de nouveaux éléments de jeu en sacrifiant le nombre requis de Meteos, sous réserve que ledit élément soit disponible à la fusion. Dans certains cas, l'élément est disponible mais la fusion ne peut pas se faire car les effectifs d'un certain type de Meteos renvoyés sont insuffisants.
Lors du premier démarrage du jeu, seules quatre planètes sont jouables : Géolitia, Ignius, Oleana, et Anasaze. Les autres doivent être débloquées dans la Chambre de Fusion lorsqu'elles y sont proposées. Il en va de même pour les objets, ainsi que les musiques des différentes planètes, que l'on peut ensuite écouter dans le menu Extras.
En raison de leur rareté, les Meteos Esprit et Temps peuvent également être fusionnés, car certaines fusions requièrent quelques-uns d'entre eux. L'Élément Rare Esprit nécessite 500 Meteos Feu, 500 Eau, 500 Elec, 500 Zoo, et 200 Lum. L'Élément Rare Temps nécessite 500 Air, 500 Terre, 500 Fer, 500 Sol, et 200 Obsc.
Lorsque l'on termine certaines épreuves avec un score particulièrement bon (par exemple en finissant le Défi 100 Météos en moins de 10 secondes, ou en voyant huit fins différentes dans le mode Hyper-Espace), ces nouveaux éléments de jeu sont offerts en cadeau, sans qu'il y n'ait besoin de les fusionner.

## Suites
Une suite basé sur l'univers de Disney a été éditée en 2007 : Meteos: Disney Edition.
Compte tenu de son relatif succès, Q Entertainment prévoit de développer une version jouable online, Meteos Online prévu sur Windows au Japon (aucune sortie européenne n'a été annoncée).
Un autre opus, appelé Meteos Wars, a aussi vu le jour le 10 décembre 2008 (en France) sur le Xbox Live Arcade sur Xbox 360, incluant par conséquent un mode online.
Toujours dans le domaine du puzzle-game mais aussi du musicale, le studio a depuis développé Gunpey, disponible aux États-Unis et Japon sur DS et PSP depuis fin 2006. Un opus était déjà sorti sur PlayStation en 1999 mais n'avait pas vu le jour en dehors de l'archipel nippon.